# Congresso Europeu de Matemática
O Congresso Europeu de Matemática (em inglês:  European Congress of Mathematics) (ECM) é um congresso de matemática quadrianual europeu organizado pela European Mathematical Society (EMS). O primeiro congresso ocorreu em 1992 em Paris, que ocorre exatamente entre cada Congresso Internacional de Matemáticos (ICM). Neste congresso são concedidos o Prêmio EMS e o Prêmio Felix Klein.

## Congressos
- 1992 Paris[2]
- 1996 Budapeste
- 2000 Barcelona
- 2004 Estocolmo[3]
- 2008 Amsterdam [4]
- 2012 Cracóvia[5]
- 2016 Berlim[6]